# Alfons De Winter
Alfons De Winter (12 de setembre de 1908 - 7 de juliol de 1997) fou un futbolista belga.

## Selecció de Bèlgica
Va formar part de l'equip belga a la Copa del Món de 1938. Destacà al Beerschot VAC, amb qui guanyà la lliga el 1938 i 1939.